# Leopold von Hauer
Leopold von Hauer, né le 26 janvier 1854 à Budapest (Hongrie), mort le 3 mai 1933 dans la même ville, est un militaire austro-hongrois qui a combattu pendant la Première Guerre mondiale. Il a commandé le corps de cavalerie Hauer.

## Biographie

### Origines

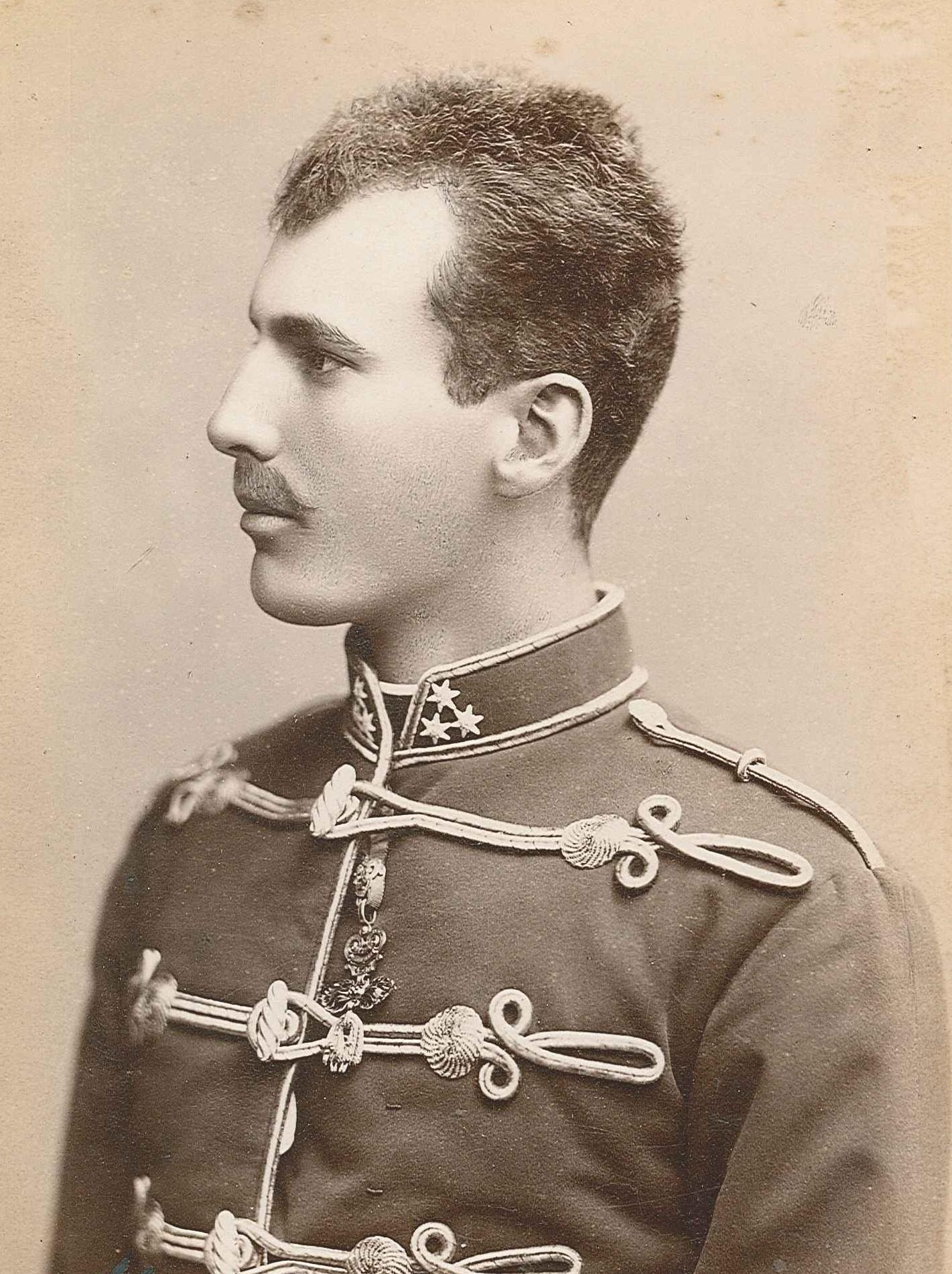
L'archiduc Eugène en 1888.

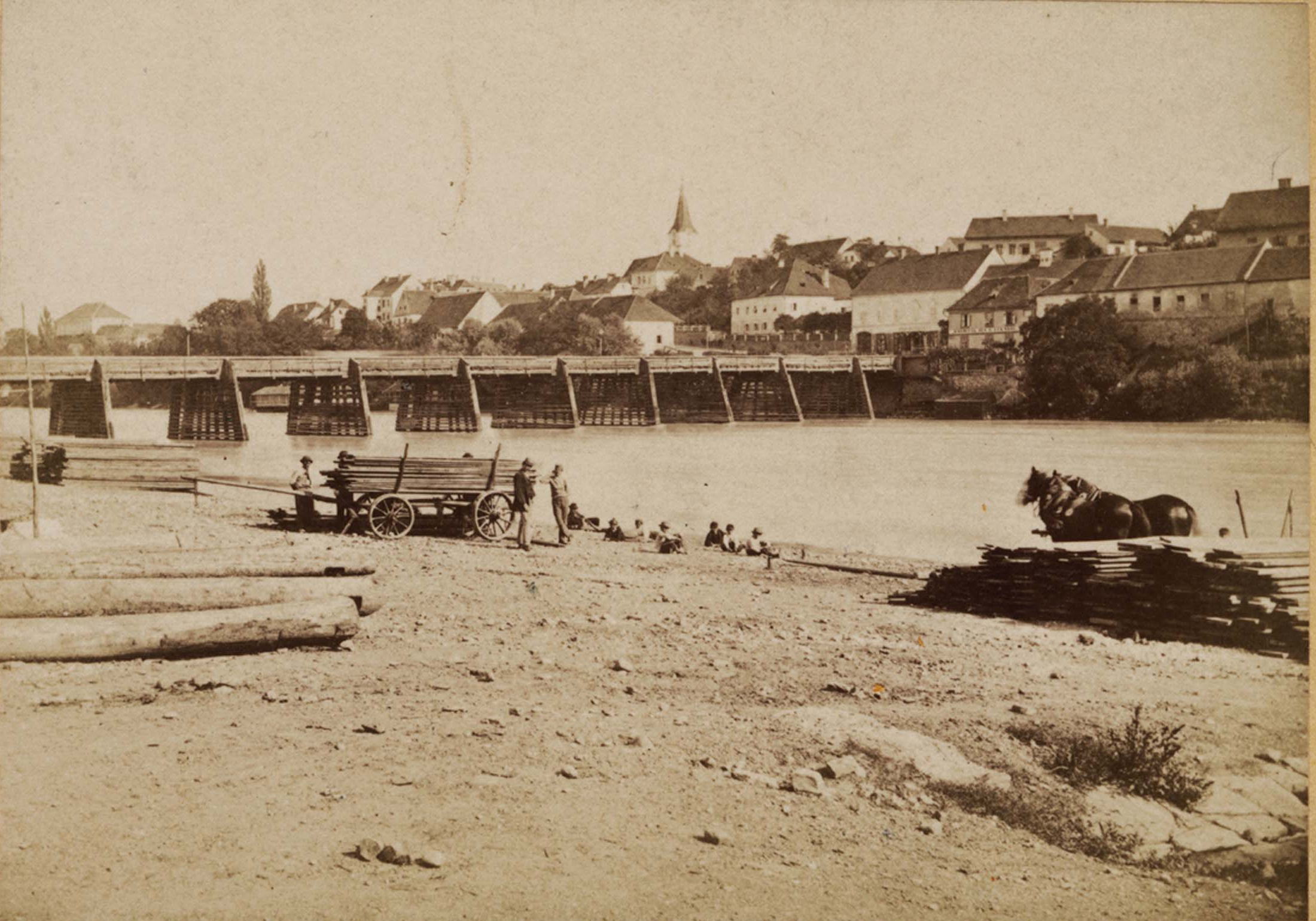
Marburg (Maribor), carte postale de 1880.

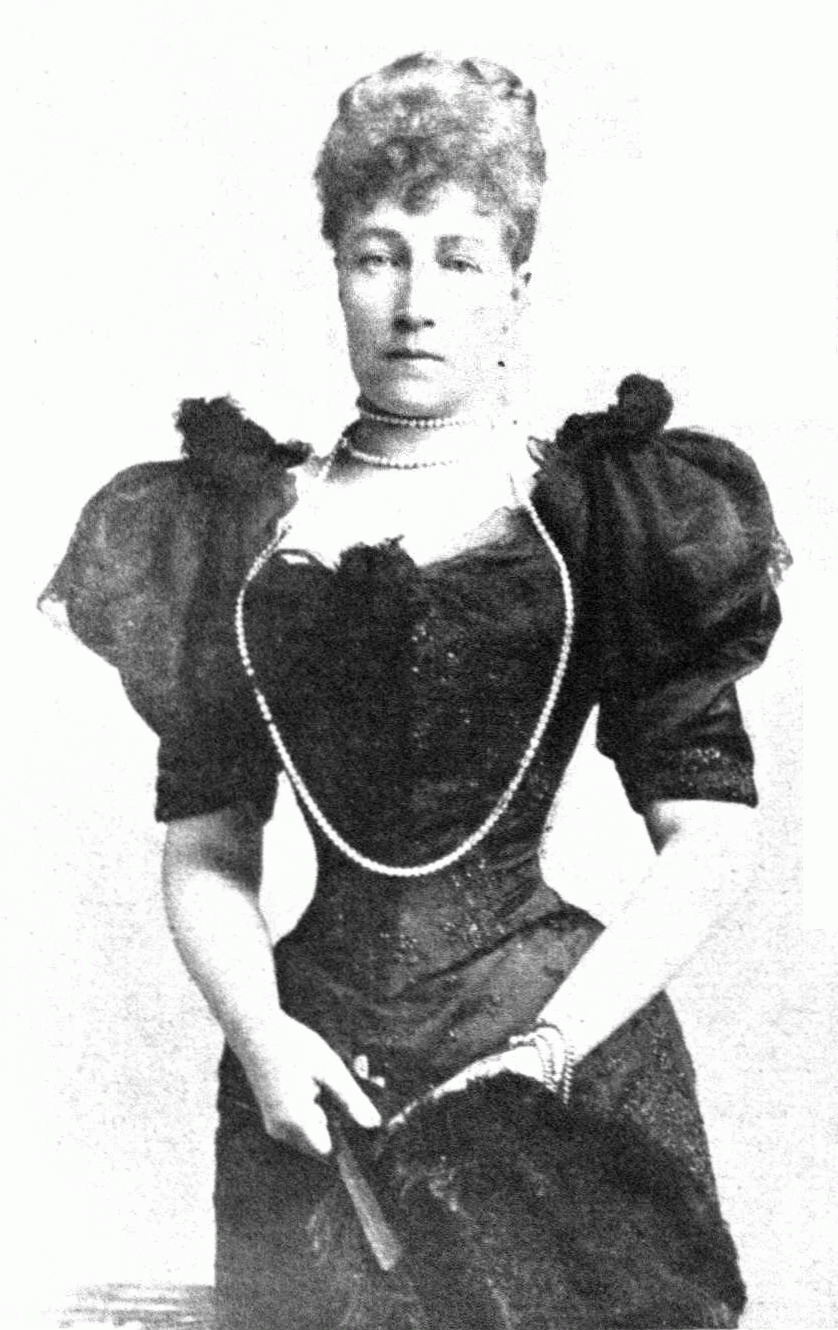
La princesse Stéphanie de Belgique en 1900.

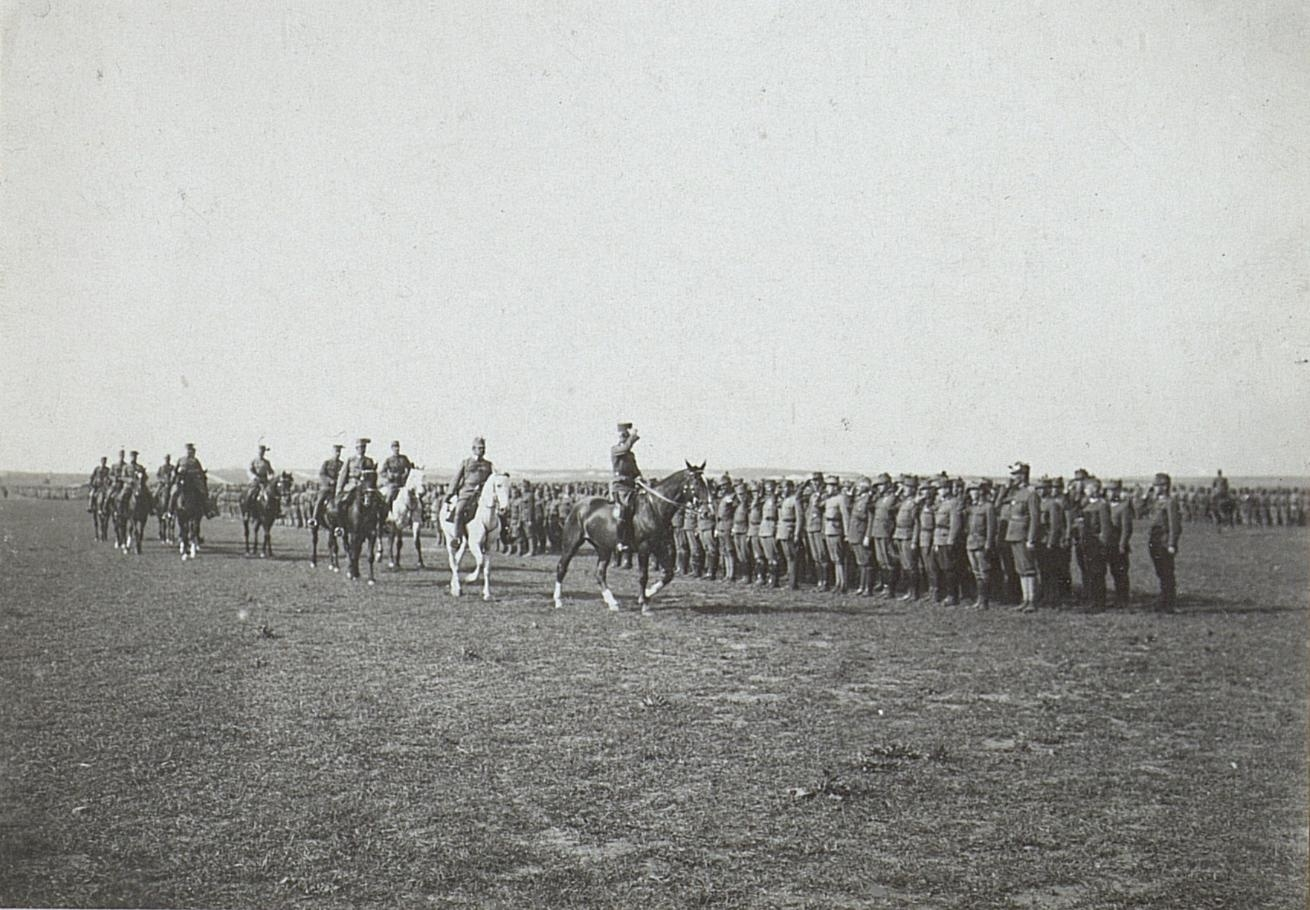
Le général Karl von Kirchbach et son état-major passant les troupes en revue, 1917.

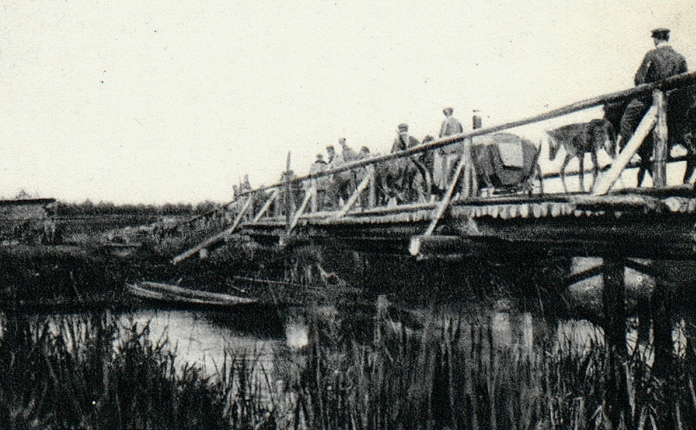
Traversée du Stokhid par des cavaliers de la légion polonaise, juillet 1916.

Sa famille, originaire de Bavière et Autriche, a obtenu le titre de Freiherr (baron) en Bavière en 1792 et l'inscription dans la noblesse d'Autriche en 1793. Certains de ses ancêtres ont combattu au siège de Vienne (1683) et dans la guerre de Succession d'Espagne (1701-1714). Son grand-père, Joseph, fait une carrière militaire qui lui vaut d'être inscrit dans la noblesse du royaume de Hongrie. Son père, Stephan, est chef de section au ministère de l'intérieur, marié à la comtesse Antonia Welsersheimb.
À l'âge de 10 ans, Leopold entre à l'école des cadets à Marburg (aujourd'hui en Slovénie). Puis il étudie à l'Académie militaire thérésienne, à Wiener Neustadt. En 1872, il est nommé sous-lieutenant du 11e régiment de hussards. En 1874-1875, il passe un an à l'école des officiers de brigade d'où il passe au service de l'archiduchesse Élisabeth de Habsbourg-Hongrie qui le nomme précepteur de son fils Eugène (né en 1863). Leopold est nommé lieutenant en 1877 et réintégré au 11e régiment de hussards en 1879. En 1883, il est breveté de l'institut de cavalerie militaire, et en 1885, nommé Rittmeister (capitaine de cavalerie) de 2e classe, puis de 1re classe en 1889. En 1892, il entre dans la maison de la princesse Stéphanie, veuve du prince héritier Rodolphe d'Autriche, mort en 1889. Il est nommé chambellan et, en 1894, élevé au grade de major. En 1895, il revient au service actif au 5e régiment de hussards avant d'enseigner, à partir de 1896, à l'école des cadets de la cavalerie à Mährisch-Weißkirchen en Moravie. En 1897, il est nommé lieutenant-colonel. En 1900, il est nommé à la tête du 16e régiment de hussards et élevé au grade de colonel. En 1906, il est nommé à la tête de la 13e brigade de cavalerie et promu major-général En 1907, il passe à la tête de la 4e brigade de cavalerie. En 1910, sa conduite lors des grandes manœuvres lui vaut les félicitations de son supérieur, Karl von Kirchbach auf Lauterbach. La même année, il est élevé au grade de Feldmarschall-Leutnant et nommé à la fonction d'inspecteur général de la cavalerie de la Honvéd (armée territoriale hongroise) qu'il exerce jusqu'en août 1914. Il s'efforce d'élever le niveau de formation des officiers de ce corps.

### Première Guerre mondiale

#### 1914 - 1915
Au début de la Première Guerre mondiale, il est nommé à la tête de la 9e division de cavalerie, rattachée à la 1re armée austro-hongroise (général Viktor von Dankl). Son unité effectue des missions de reconnaissance en Galicie, sur la rive droite de la Vistule, et prend part à la bataille de Krasnik (23-25 août). En septembre, il couvre l'aile gauche de l'armée sur le Dunajec. Au début d'octobre, il participe à la brève avance de la 1re armée vers Radom en Pologne russe mais Dankl doit renoncer à s'emparer de la forteresse russe d'Ivangorod. L'unité de Hauer couvre la retraite de l'armée vers l'Opatówka (de). Elle est temporairement rattachée au corps de réserve de la Garde allemande commandé par Max von Gallwitz.
Le 1er novembre, Hauer est nommé General der Kavallerie. Sa division est rattachée au IVe corps (Karl Tersztyánszky von Nádas) au sein de la 2e armée austro-hongroise (Eduard von Böhm-Ermolli). Elle fait la jonction avec le corps de Landwehr allemande de Remus von Woyrsch sur la Pilica.
Entre octobre 1914 et mai 1915, Hauer est progressivement mis à la tête d'un corps de cavalerie germano-austro-hongrois qui porte son nom, comprenant les 2e et 9e divisions de cavalerie austro-hongroises et les 7e et 8e divisions de cavalerie allemandes. À la fin de novembre, le corps Hauer opère dans le secteur de Bełchatów et couvre le flanc de la 9e armée allemande (August von Mackensen) engagée dans la bataille de Łódź.
Le 1er février 1915, Hauer est nommé General der Kavallerie. En mai, son corps de cavalerie participe à l'offensive de Gorlice-Tarnów. Il est engagé sur la Vistule dans l'Armeegruppe commandé par le général allemand Rudolf von Frommel et avance jusqu'à la forêt de Białowieża.
En septembre, le corps Hauer est dissous. La 9e division est transférée à Kovel où elle forme le noyau d'un nouveau corps de cavalerie rattaché au groupe d'armées von Linsingen. Ce corps s'installe entre le Styr et le Stokhid. Il tient la tête de pont du Styr autour de Kolky. Le front est peu actif pendant l'hiver et le printemps suivants.

#### 1916 - 1918
Le corps Hauer n'est pas touché par la première vague de l'offensive Broussilov en juin 1916, qui provoque l'effondrement d'une grande partie du front austro-hongrois. Mais, après une intense préparation d'artillerie commencée le 2 juillet, le 1er corps du Turkestan (ru) (Sergueï Scheidemann), le 5 juillet, attaque le secteur tenu par les groupes Hauer, Fath (de) et la légion polonaise. Ceux-ci doivent se replier sur le Stokhid avec de lourdes pertes pour y rétablir une ligne de défense en attendant le renfort de la 11e division bavaroise (Paul von Kneußl (de)). Pendant cette retraite, le corps Hauer a perdu 3 000 hommes.
En août et septembre 1916, le corps Hauer participe à de durs combats dans le secteur de Toboly (de), sur le Stokhid. Le front se stabilise à nouveau pendant l'automne et l'hiver.
Fin mars - début avril 1917, le corps Hauer mène une offensive victorieuse pour reprendre aux Russes la tête de pont de Toboly. Ce succès vaut à Hauer d'être décoré de l'ordre impérial de Léopold. Le 1er août 1917, il est élevé au grade de Generaloberst.
En octobre 1917, le corps Hauer est de nouveau dissous. Une partie de ses troupes part pour le Tyrol du Sud, le reste est partagé entre plusieurs unités.
Comme il n'y a plus de commandement de cavalerie convenant à un officier de son grade, Hauer est retiré du front et, en juin 1918, s'établit à Budapest.

### Famille

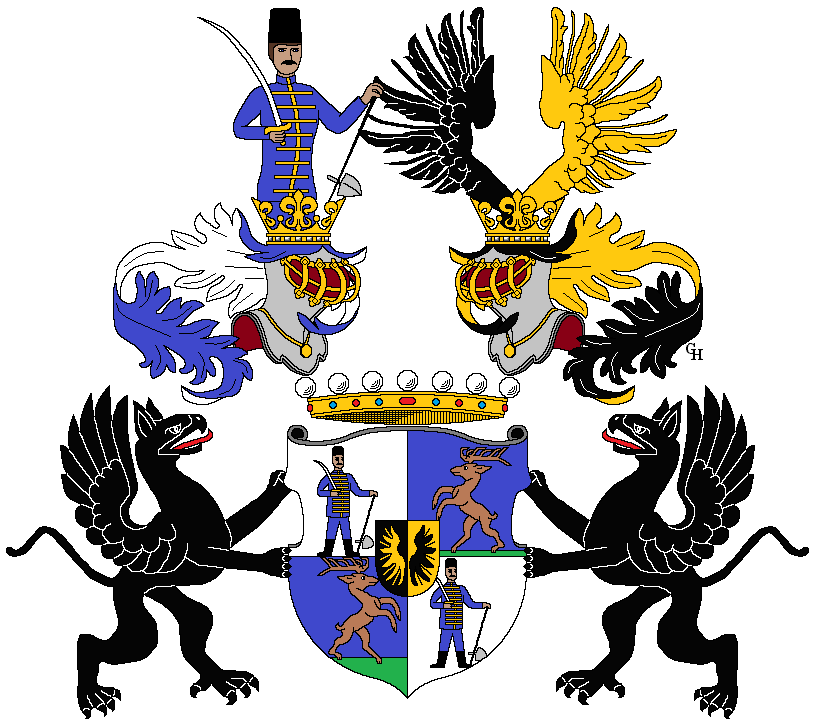
Armoiries d'Arnold von Conrad-Hauer, 1914.

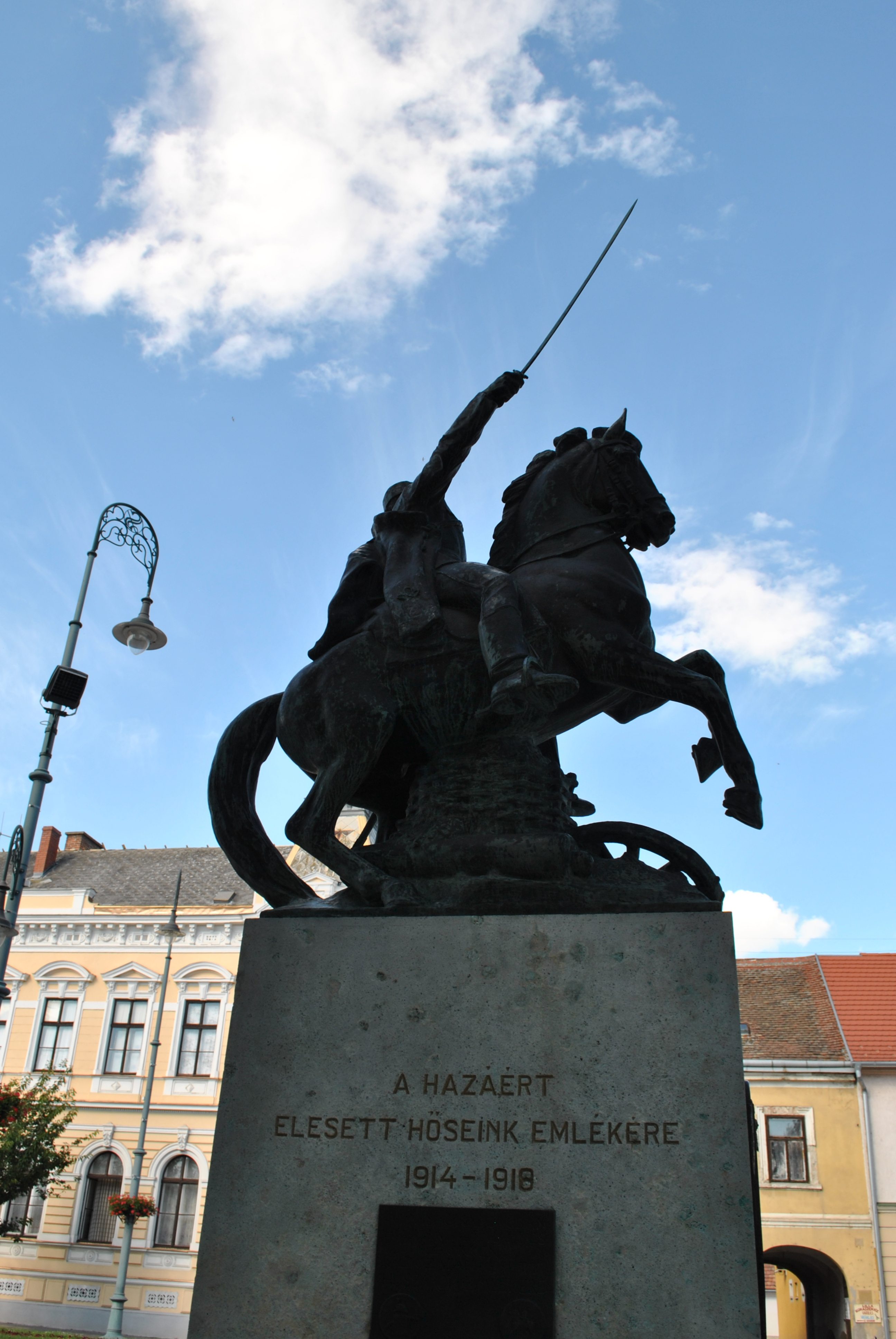
Monument aux cavaliers hongrois de la Première Guerre mondiale à Sárvár (Hongrie) élevé en 1934.

En 1900, Leopold von Hauer avait épousé une veuve, Élisabeth Fiano, née Scheichenberger. Le couple a une fille, Antonia, mais pas de fils. Après la mort d’Élisabeth en 1911, Leopold, en 1914, adopte Arnold, fils du premier mariage de sa femme. Celui-ci prend le nom d'Arnold, baron von Conrad-Hauer.
Après la guerre et l'éclatement de l'empire austro-hongrois, Leopold choisit la citoyenneté du royaume de Hongrie. En novembre 1921, il épouse Karoline Kubinyi von Felsö-Kubin. Le couple habite à Budapest où Leopold meurt le 3 mai 1933.

### Sources et bibliographie
- (de) Cet article est partiellement ou en totalité issu de l’article de Wikipédia en allemand intitulé « Leopold von Hauer » (voir la liste des auteurs) dans sa version du 4 mars 2018.
- (en) Prit Buttar, Russia's last gasp : the eastern front, 1916-17, Oxford, UK, Osprey, 2016, 472 p. (ISBN 978-1-4728-2489-9, OCLC 964551130, lire en ligne)
- (en) Timothy Dowling, The Brusilov offensive, Bloomington, Indiana University Press, coll. « Twentieth-century battles », 2008, 208 p. (ISBN 978-0-253-35130-2, OCLC 907176834, lire en ligne)